# تاداشي ساساكي (مهندس)
تاداشي ساساكي (باليابانية: 佐々木正؛ بالكانا: ささき ただし) هو مهندس ياباني، ولد في 12 مايو 1915 في هامادا في اليابان، وتوفي في 31 يناير 2018. كان له دور مهم في تطوير تكنولوجيا شركة Busicom اليابانية التي كانت تصنّع المعالج الدقيق إنتل 4004 لصالح شركة إنتل، ولاحقًا تطوير آلات حاسبة إل سي دي لصالح شركة شارب.

## سيرة ذاتية
ولد تاداشي ساساكي في الثاني عشر من مايو لعام 1915 في مدينة هامادا في محافظة سيمانه.[بحاجة لمصدر] في البداية أراد دراسة الأدب الياباني المعاصر لكنه اختار دراسة العلوم، وذهب لدراسة الهندسة الكهربية في جامعة كيوتو التي تخرج منها في 1938.